# 環境制御システム (航空機)

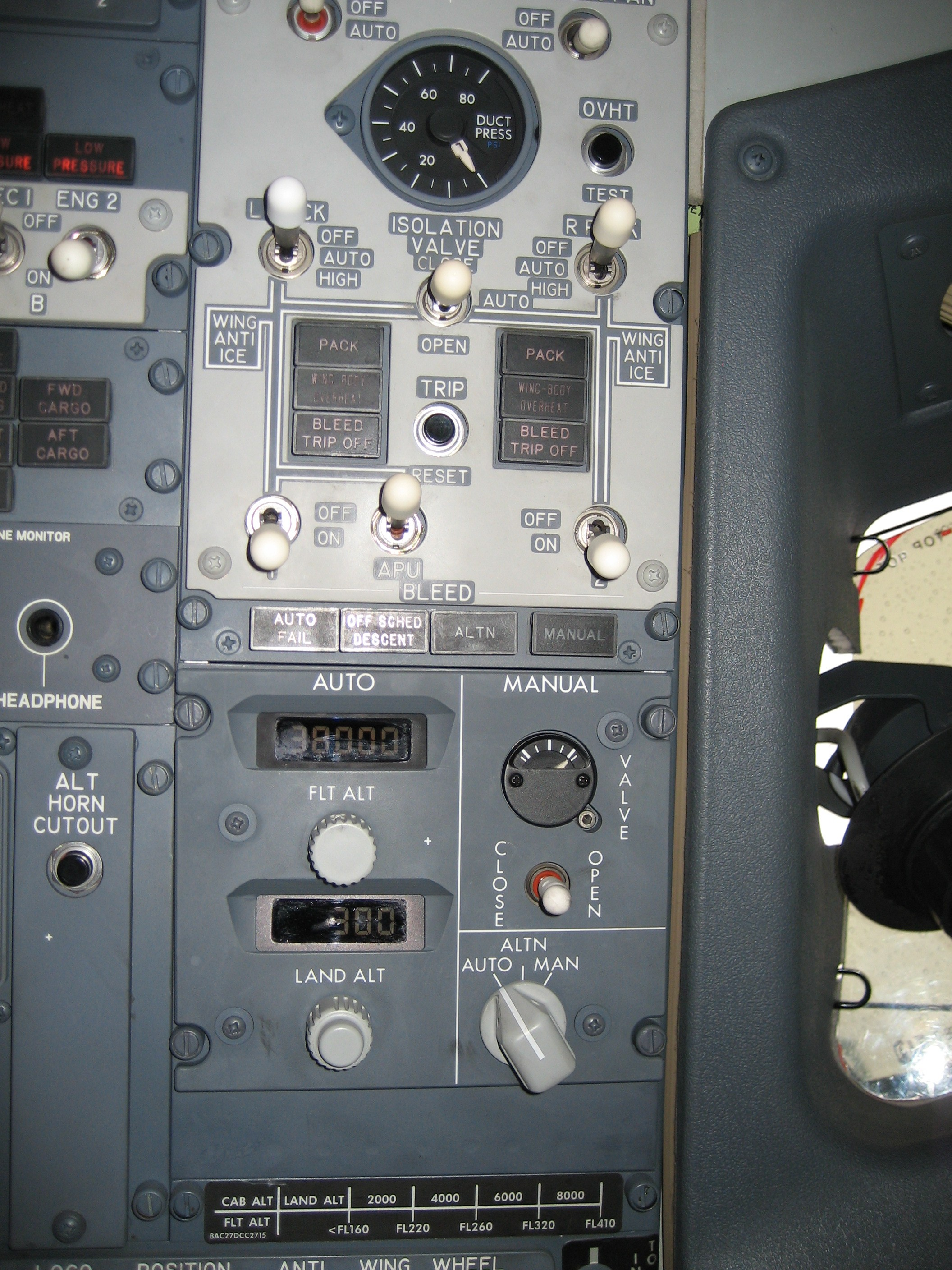
ボーイング737-800のECSコントロール・パネル

航空機の環境制御システム（英：environmental control system, ECS）とは、乗員及び乗客のため、給気、温度管理および与圧を行う装置である。一般的には、アビオニクスの冷却、煙検知、消火もECSの機能の一部とされる。

## 概要
以下の記述は、現行のボーイング社製旅客機に関するものであるが、エアバス社など、他社のジェット旅客機の構造も基本的には同一である。ただし、コンコルドは例外で、高高度を飛行する際に必要なより高い圧力を供給するため、補助給気システムを装備している。

## 給気
ジェット旅客機の場合、ECSは、エンジンから供給されるブリードエアで作動する。ブリードエアは、ガスタービンエンジンの燃焼室よりも上流側にあるコンプレッサーから取り出される。コンプレッサーのどの位置から取り出されるか、およびエンジンがどの位の出力を発生しているかに応じて、ブリードエアの温度および圧力は変化する。ECSに供給される空気の圧力は、MPRSOV（manifold pressure regulating shut-off valve, マニホールドプレッシャーレギュレーティングシャットオフバルブ）でブリードエアの流量を制限することによって適切な値に調節される。
ブリードエアの圧力は、ECSを駆動するために必要な最低限の圧力は確保しなければならないが、できるだけ低いことが望ましい。ブリードエアを取り出すことは、エンジンの出力を低下させ、燃料消費量を悪化させるからである。このため、ブリードエアは、コンプレッサーの異なる位置にある通常2つ（ボーイング777などの場合は3つ）のブリードポートのうちの1つから抽出するようになっている。エンジン出力が小さい時（推力が少なく高度が高い場合）は、高圧側のブリードポートから空気が抽出される。エンジン出力が増加（推力が増加または高度が低下）し、所定の値に達すると、HPSOV（high pressure shut-off valve, ハイプレッシャーシャットオフバルブ）が閉じ、低圧側のブリードポートから空気が抽出されて、燃料消費の悪化を抑制する。圧力が低下した場合は、反対に高圧側に切り替えられる。
MPRSOVを通過したブリードエアは、エンジンのパイロンストラットに装着されているプリクーラー（事前冷却器）と呼ばれる熱交換器に送り込まれる。プリクーラーは、ECSに供給するブリード・エアから余分な熱を吸収し、所望の温度まで冷却する。最終的な空気温度は、FAMV（fan air modulating valve, ファンエアモジュレーティングバルブ）で冷却用空気の流量を調節することより制御される。

## コールドエアユニット
CAU（cold air unit, コールドエアユニット）の中核をなすのは、ACM（Air Cycle Machine, エアサイクルマシン）と呼ばれる冷却装置である。ボーイング707などの初期の航空機には、家庭用のエアコンと同じような構造を持つ蒸気圧縮冷凍機を用いたものもあった。
ACMは、蒸気圧縮冷却器で使われるフレオンの代わりに空気自体を冷媒として用いている。このため、蒸気圧縮機よりも、重要が軽く、整備所要が少ないという利点がある。
旅客機の場合、CAUとその関連機器は、エアコンパック（air conditioning (A/C) packs）と呼ばれる構成品に集約されているものが多い。それは、通常、胴体下部の左右の主翼の間にあるフェアリングの内側に搭載されている。ただし、ダグラスDC-9シリーズの旅客機では機体尾部に、マクドネル・ダグラスDC-10/MD-11およびロッキードL-1011では機首の操縦席下部に搭載されている。2つのエアコン・パックを装備している航空機が多いが、ボーイング747、ロッキードL-1011およびマクドネル・ダグラスDC-10/MD-11は3つのエアコン・パックを装備している。
エアコンパックに供給するブリードエアの量は、各エアコンパックに装備されているFCV（flow control valve, フローコントロールバルブ）で調節される。通常運転時には、アイソレーションバルブを閉鎖し、空気が左側のブリードシステムから右のエアコンパック（またはその逆）に流れないようにしているが、どちらか一方のブリードシステムが停止した場合にはそれが開放するようになっている。
FCVの下流側にあるCAUは、冷却ユニットとも呼ばれ、さまざまな種類のものが存在するが、基本的な構造は変わらない。CAUに流入したブリードエアは、1次側ラムエアヒートエクスチェンジャーでラムエアまたは空気膨張もしくはその両方により冷却される。冷却された空気は、コンプレッサーを通過する間に、再び圧縮・加熱される。次に、2次側ラムエアヒートエクスチェンジャーを通過し、高圧を保ったまま冷却される。その後、タービンを通過することで膨張し、さらに熱が奪われる。コンプレッサーとタービンは、自動車のターボチャージャーと同じように、同一のシャフト上で回転している。つまり、コンプレッサーは、タービンを通過する際に空気から抽出されるエネルギーを利用して駆動されている。タービンを通過した空気は、再加熱機とコンデンサーに送り込まれ、水分を抽出できる状態に変換された後、水分離機へと送られる。
水分離器は、通過する空気に螺旋運動を加え、水分を遠心力で分離し、ドレンから機外へと放出する。多くの航空機においては、キャビン内の空気を清浄に保つため、水分離器コアレッサーのフイルターによって、水分が除去された後の空気を濾過し、エンジンブリードエアからの埃や油分を取り除いている。水分を除去することは、システムを氷で詰まらせたり、地上運転および低高度飛行時にコックピットやキャビンに結露を生じさせたりするのを防止するのに役立つ。
氷点下対応型のCAUの場合は、水分の除去をタービンの手前で行うため、送出する空気の温度を氷点下まで下げることが可能である。
エアコンパックから送出される空気の温度は、ラムエアシステム（次項参照）を通過する流量を調整することにより、およびテンプレチャーコントロールバルブ（TCV）を調整して高温のブリードエアの一部をACMを通過させずにバイパスし、ACMタービン下流の低温の空気に混合させることにより制御することができる。

## ラムエアシステム
通常、翼と胴体の間のフェアリングには、ラムエアインレットと呼ばれる小さな凹みがある。旅客機のほとんどは、ラムエアインレットに調節ドアを設けることにより、1次および2次ラムエアヒートエクスチェンジャーを通過する冷却空気の量を制御している。
ラムエア量を増加させるため、ラムエア出口には、モジュレーティングベーンが設けられている場合が多い。ラムエアシステムには、ラムエアファンが内蔵されており、航空機が地上にある場合でも、ヒートエクスチェンジャーにラムエアを供給することができる。最新の固定翼機では、ACMと共通のシャフトにラムエアファンが取り付けられ、ACMタービンによって駆動されるものが多い。

## 配気
機外から吸入されエアコンパックから放出された空気は、ミックスマニホールドで再循環ファンから供給される濾過された機内の空気と混合されて、与圧された胴体内に送り込まれる。旅客機の場合、通常、その混合比は、外気が約50パーセント、濾過された機内の空気が約50パーセントである。
最新のジェット旅客機には、HEPA（high efficiency particulate arresting, 高性能粒子捕捉）フィルタが装備されており、バクテリアおよびクラスターウィルスの99%を除去できるものもある。
ミックスマニホールドを通過した空気は、機体の各区画の天井に配置されたディストリビューションノズルに配分される。各区画の空気温度は、エアコンパックのTCV上流側から取り出された低圧高温のトリムエアをわずかに加えることによって、調節される。一部の空気は、個々の乗客席の頭上に配置され、乗客の好みに応じて調節が可能なガスパーと呼ばれる小さな円形の通気口にも送り込まれる。通気口にある調節つまみを回すことにより、空気流量を完全に停止した状態から、相当強い風量が得られる状態までの間で調節できるようになっている。

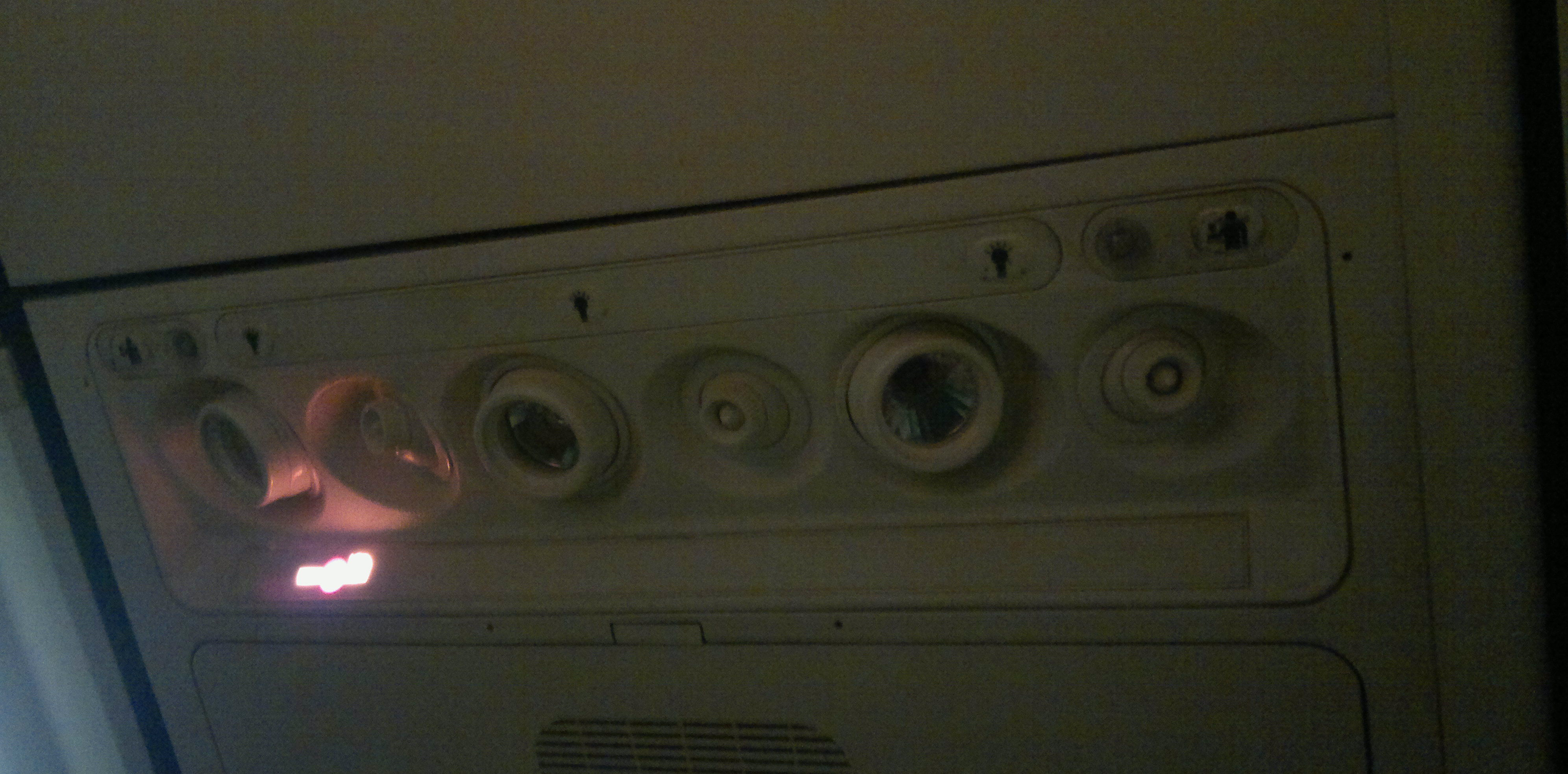
ボーイング737-800の乗客用座席の頭上に装備されているガスパー

機内に配気する空気は、通常は、航空機に搭載されているエアコンパックから供給されるが、地上においては、補助動力装置あるいは地上支援器材から供給される。機内配気の主制御装置はコックピット内にあり、ブリードエアの供給により生じる負荷を少なくしなければならない場合（例：離陸、上昇など）には、一時的に配気を停止させることができる。

## 与圧

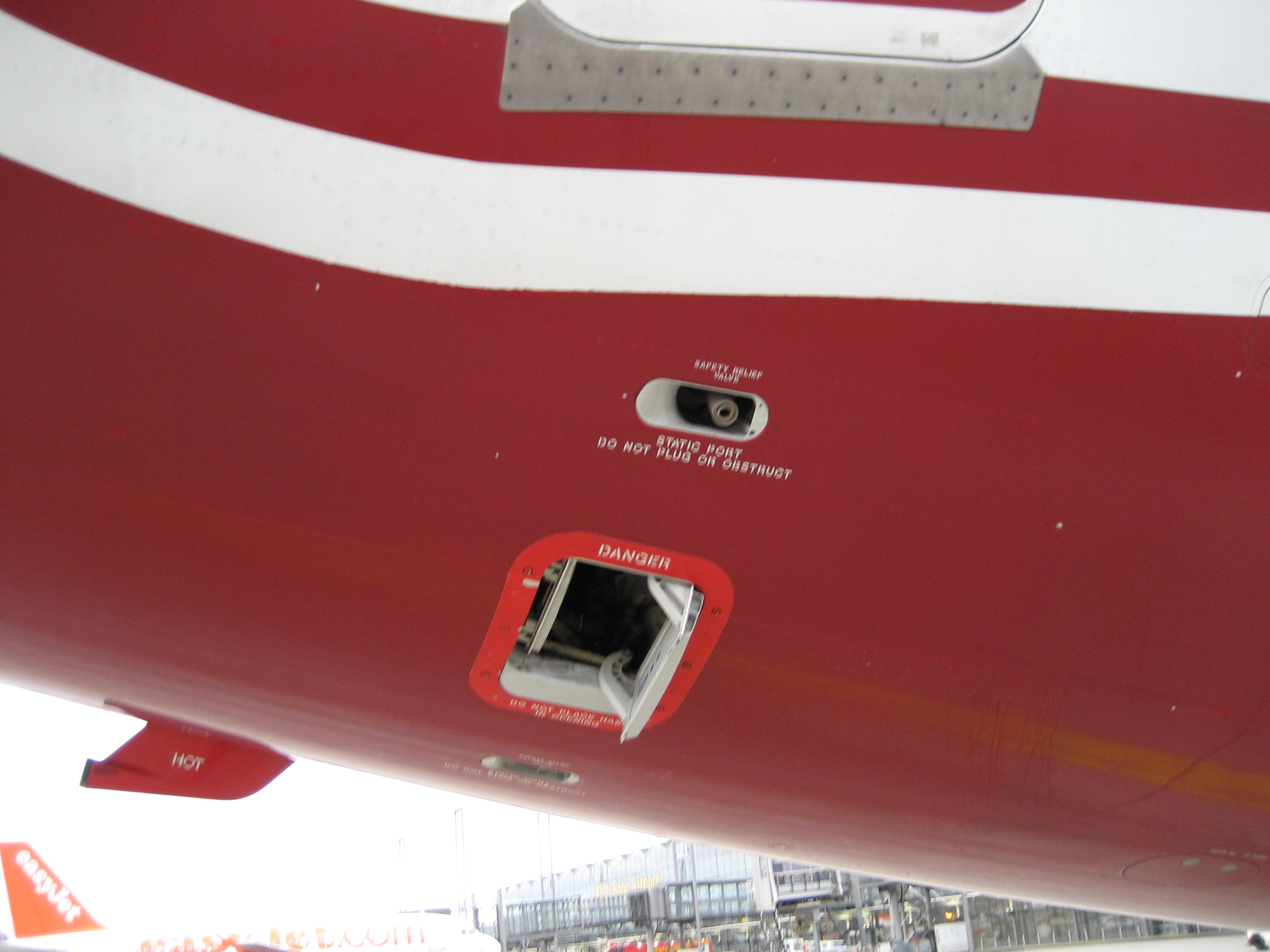
ボーイング737-800のアウトフローおよびプレッシャーリリーフバルブ

胴体内の圧力は、胴体への空気の流入量は概ね一定にたもったまま、OFV（out-flow valve, アウトフローバルブ）の開度を調節することにより維持される。最新のジェット旅客機の場合は胴体の後端下部に1つのOFVを搭載しているものが多いが、747や777などの大型機には2つのOFVを搭載しているものもある。
OFVが故障により閉じたままになった場合に備え、PPRV（positive pressure relief valves, 正圧リリーフバルブ）が最低でも2つ、およびNPRV（negative pressure relief valve, 負圧リリーフバルブ ）が最低でも1つ装備されており、圧力の過剰な上昇および低下から胴体を保護するようになっている。
航空機の客室は、通常、機内高度が8,000フィート以下になるように与圧される。このことは、機内の圧力が8,000フィートの周囲圧力である10.9psiになることを意味する。機内の圧力は、航空機の高度に応じた機内高度を定めたキャビンプレッシャスケジュールに基づいて制御される。エアバスA350およびボーイング787のような新型旅客機は、最大機内高度を比較的低く設定することにより、乗客の疲労軽減を図っている。
一般的なジェット旅客機は、巡航時には、非常に低温かつ乾燥した大気の中を飛行する。このため、客室内に外気を長時間送り込むと、結露が生じ、腐食や電気的不具合の原因となる。ECSを通過した空気は、上述の加熱・冷却サイクルや水分離機能により乾燥しているため、通常、客室内の相対湿度は10%以下に維持される。
客室内の湿度が低いことは、カビやバクテリアの成長を阻害するという利点がある一方で、皮膚、目および粘膜を乾燥させたり、脱水症の原因となったり、疲労や不快感などの健康上の問題を引き起こしたりする可能性がある。ある研究によれば、大多数の客室乗務員が低湿度による不快感や健康問題を訴えている。Committee on Air Quality in Passenger Cabins of Commercial Aircraft（民間航空機の乗客室における空気環境に関する委員会）のある委員は、2003年にアメリカ議会に対する声明の中で、「低相対湿度は、一時的な不快感（例えば目、鼻孔および皮膚の乾燥）を引き起こす可能性があるが、それ以外の短期的あるいは長期的影響については解明できていない」と述べている。
一部の航空機においては、ECSに客室内湿度制御システムを装備しており、結露の発生を防止しつつ、ある程度の相対湿度を保つことができる。また、ボーイング787およびエアバス350の場合は、機体構造に耐腐食性の複合材を多用しているため、客室内の相対湿度を16％に維持したまま長時間の飛行を行うことができる。

## 健康上の懸念
ブリードエアは、エンジンの燃焼室の上流側から抽出されており、エンジン内部の空気は、コンプレッサーストール（エンジンのバックファイア）が発生した場合を除き、逆流することがない。このため、航空機のエンジンが通常の運用状態にある限り、燃焼により生じた汚染物質がブリードエアに混入することはない。
しかしながら、カーボンシールにオイル漏れが生じている場合は、ブリードエアに有害な物質を含むオイルが流入する可能性がある。このような事象は、フュームイベントと呼ばれている。ただし、オイルシールの不具合は、エンジンの寿命に影響を及ぼさないように、速やかに修理されるのが通常である。
いくつかの擁護団体は、エンジン内部やエンジン室内の他の箇所からのオイル漏れによる空気の汚染に健康上の懸念を抱いており、学術機関および規制機関による研究も行われている。しかしながら、現在までのところ、フュームイベントが引き起こす病気について、根拠を明らかにした信頼できる研究結果は発表されていない。